# Hecho (filosofía)
La palabra hecho es un término, según el filósofo Ludwig Wittgenstein, que puede ser definido como "esto es el caso", pero se refiere a una noción muy primitiva. Así, si "es el caso" que los árboles son seres vivos, entonces es un hecho que los árboles son seres vivos.
Desde el punto de vista intuitivo, hecho es cualquier cosa que realmente ha pasado, ya sea que se continúe en el tiempo o no.
El hecho puede ser cuestionado . Un hecho puede invalidar una opinión, pero una opinión nunca puede cambiar un hecho.
Por ejemplo, "Esta frase contiene palabras" describe con precisión un hecho lingüístico, y "El sol es una estrella" describe con precisión un hecho astronómico. Además, "Abraham Lincoln fue el 16º Presidente de los Estados Unidos" y "Abraham Lincoln fue asesinado" describen con precisión hechos históricos. En general, los hechos son independientes de la creencia y del conocimiento y la opinión.
Los hechos son diferentes de inferencias, teorías, valores, y objetos.

## Etimología y uso
La palabra hecho deriva del latín factum. Se utilizó por primera vez en inglés con el mismo significado: "una cosa hecha o realizada" un significado ahora obsoleto. El uso común de "algo que realmente ha ocurrido o es el caso" data de mediados del siglo XVI.
Barbara J. Shapiro escribió en su libro A Culture of Fact cómo evolucionó el concepto de hecho, a partir de la tradición jurídica inglesa del siglo XVI.
En 1870, Charles Sanders Peirce describió en su libro "The Fixation of Belief" cuatro métodos que la gente utiliza para decidir lo que debe creer: tenacidad, método de autoridad, a priori y método científico.
El término hecho también indica un asunto en discusión que se considera verdadero o correcto, como para enfatizar un punto o probar un asunto en disputa; (por ejemplo, "... el hecho del asunto es...").
Alternativamente, fact también puede indicar una alegación o estipulación de algo que puede o no ser un hecho cierto, (por ejemplo, "los hechos del autor no son dignos de confianza"). Este uso alternativo, aunque discutido por algunos, tiene una larga historia en el inglés estándar según el American Heritage Dictionary of the English Language. El Oxford English Dictionary data este uso en 1729.{
Hecho también puede indicar conclusiones derivadas a través de un proceso de evaluación, incluyendo la revisión de testimonios, observación directa, o de otra manera; como distinguible de cuestiones de inferencia o especulación. Este uso se refleja en los términos "fact-find" y "fact-finder" (por ejemplo, "set up a fact-finding commission").
Los hechos pueden ser comprobados por la razón, el experimento, la experiencia personal, o pueden ser argumentados desde la autoridad. Roger Bacon escribió "Si en otras ciencias debemos llegar a la certeza sin duda y a la verdad sin error, nos corresponde poner los fundamentos del conocimiento en las matemáticas."

## En la ciencia
La definición de un hecho científico es diferente de la definición de hecho, ya que implica conocimiento. Un hecho científico es el resultado de una observación o medición cuidadosa repetible (por experimentación u otros medios), también llamada evidencia empírica. Estos son fundamentales para la construcción de teorías científicas. Varias formas de observación y medición conducen a preguntas fundamentales sobre el método científico y el alcance y la validez del razonamiento científico.
En el sentido más básico, un hecho científico es una observación objetiva y verificable, en contraste con una hipótesis o teoría , que pretende explicar o interpretar hechos.
Varios académicos han ofrecido refinamientos significativos a esta formulación básica. Los filósofos y científicos tienen cuidado de distinguir entre: 1) estados de cosas en el mundo externo y 2) afirmaciones de hechos que pueden considerarse relevantes en el análisis científico. El término se usa en ambos sentidos en la filosofía de la ciencia.
Los académicos e investigadores clínicos, tanto de las ciencias sociales como de las naturales, han escrito sobre numerosas preguntas y teorías que surgen en el intento de aclarar la naturaleza fundamental del hecho científico. Las cuestiones pertinentes planteadas por esta investigación incluyen:
- el proceso por el cual el "hecho establecido" se reconoce y acepta como tal; [21]
- si, y en qué medida, el "hecho" y la "explicación teórica" pueden considerarse verdaderamente independientes y separables entre sí; [22] [23]
- en qué medida los "hechos" están influidos por el mero acto de observación; [23] y
- en qué medida las conclusiones fácticas están influenciadas por la historia y el consenso, más que por una metodología estrictamente sistemática. [24]

De acuerdo con la idea del holismo de la confirmación, algunos estudiosos afirman que el "hecho" está necesariamente "cargado de teoría" hasta cierto punto. Thomas Kuhn señala que saber qué hechos medir y cómo medirlos requiere el uso de otras teorías. Por ejemplo, la edad de los fósiles se basa en la datación radiométrica, que se justifica con el razonamiento de que la desintegración radiactiva sigue un proceso de Poisson en lugar de un proceso de Bernoulli. De manera similar, a Percy Williams Bridgman se le atribuye la posición metodológica conocida como operacionalismo, que afirma que todas las observaciones no solo están influenciadas, sino necesariamente definidas, por los medios y supuestos utilizados para medirlas. [16]

### El método científico
Aparte de la investigación fundamental sobre la naturaleza del hecho científico, quedan las consideraciones prácticas y sociales de cómo se investiga, establece y fundamenta el hecho mediante la aplicación adecuada del método científico. Generalmente se cree que los hechos científicos son independientes del observador: no importa quién realice un experimento científico, todos los observadores están de acuerdo en el resultado. Además de estas consideraciones, existen medidas sociales e institucionales, como la revisión por pares y la acreditación, que tienen por objeto promover la precisión fáctica (entre otros intereses) en el estudio científico.

## En el derecho
Esta sección del artículo hace hincapié en la jurisprudencia del common law representada principalmente en la tradición jurídica de base angloamericana. No obstante, los principios aquí descritos tienen también un tratamiento análogo en otros sistemas jurídicos como el civil law.
En la mayoría de las jurisdicciones de derecho consuetudinario, el concepto general y el análisis del hecho reflejan principios fundamentales de jurisprudencia, y se apoyan en varias normas bien establecidas. Las cuestiones de hecho tienen varias definiciones formales en las jurisdicciones de derecho anglosajón.
Entre ellas se incluyen:
- un elemento requerido en los alegatos legales para demostrar una causa de acción;[22][23]

- las determinaciones del investigador de hechos tras evaluar la evidencia admisible presentada en un juicio o vista;[24]
- un posible motivo de error reversible presentado en apelación ante un tribunal de apelación;[25] y
- cualquiera de los diversos asuntos sujetos a investigación por la autoridad oficial para establecer si se ha perpetrado un delito, y para establecer la culpabilidad.[26]

### Alegatos jurídicos
Una parte (por ejemplo, el demandante) en un proceso civil debe, por lo general, exponer claramente las alegaciones de hecho relevantes que constituyen la base de una demanda legal. El nivel requerido de precisión y particularidad de estas alegaciones varía en función de las normas de procedimiento civil y de la jurisdicción. Las partes que se enfrentan a incertidumbres sobre los hechos y circunstancias que concurren en su parte en un litigio pueden invocar a veces la alegación alternativa. En esta situación, una parte puede alegar conjuntos separados de hechos que, considerados conjuntamente, pueden ser contradictorios o mutuamente excluyentes. Esta presentación de los hechos aparentemente incoherente desde el punto de vista lógico puede ser necesaria como salvaguarda frente a contingencias como la res judicata' que, de otro modo, impediría presentar una reclamación o defensa que dependa de una interpretación particular de los hechos subyacentes y de la resolución del tribunal.

## En la historia
Un cliché retórico común dice: "La historia la escriben los ganadores". Esta frase sugiere, pero no examina, el uso de hechos en la escritura de la historia.
EH Carr en su volumen de 1961 ¿Qué es la historia? sostiene que los sesgos inherentes a la recopilación de hechos hacen que la verdad objetiva de cualquier perspectiva histórica sea idealistae imposible. Los hechos son, "como peces en el océano", de los cuales es posible que solo capturemos unos pocos, solo una indicación de lo que hay debajo de la superficie. Incluso una red de arrastre no puede decirnos con certeza cómo sería vivir debajo de la superficie del océano. Incluso si no descartamos ningún hecho (o pescado) presentado, siempre echaremos de menos la mayoría; el sitio de nuestra pesca, los métodos realizados, el clima e incluso la suerte juegan un papel vital en lo que capturaremos. Además, la composición de la historia se compone inevitablemente de la recopilación de muchos sesgos diferentes de búsqueda de hechos, todos compuestos con el tiempo. Concluye que para que un historiador intente un método más objetivo, uno debe aceptar que la historia solo puede aspirar a una conversación del presente con el pasado, y que los métodos de recopilación de hechos deben examinarse abiertamente.

## En la filosofía
En filosofía, el concepto hecho se considera en la rama de la filosofía que se ocupa del conocimiento, llamada epistemología y ontología, que estudia conceptos como existencia, ser, venir y realidad. Las cuestiones de objetividad y verdad están estrechamente relacionadas con las cuestiones de hecho. Un hecho puede definirse como algo que es el caso, en otras palabras, un estado de cosas.
Los hechos pueden entenderse como información, que hace verdadera una oración verdadera: "Un hecho es, tradicionalmente, el correlato mundano de una proposición verdadera, un estado de cosas cuya obtención hace verdadera esa proposición." Los hechos también pueden entenderse como aquellas cosas a las que se refiere una oración verdadera. El enunciado "Júpiter es el planeta más grande del sistema solar" es sobre el hecho de que Júpiter es el planeta más grande del sistema solar.

### La correspondencia y el argumento de la honda
La versión de Pascal Engel de la teoría de la correspondencia de la verdad explica que lo que hace que una oración sea verdadera es que corresponda a un hecho. Esta teoría presupone la existencia de un mundo objetivo.
El argumento de la honda pretende demostrar que todos los enunciados verdaderos significan lo mismo, el valor de verdad verdadero. Si este argumento se sostiene, y los hechos se toman como lo que los enunciados verdaderos representan, entonces se llega a la conclusión contraintuitiva de que sólo hay un hecho: la verdad.

### Hechos compuestos
Cualquier enunciado verdadero no trivial sobre la realidad es necesariamente una abstracción compuesta por un complejo de objetos y propiedades o relaciones. "Los hechos poseen estructura interna, siendo complejos de objetos y propiedades o relaciones"  Por ejemplo, el hecho descrito por el enunciado verdadero "París es la capital de Francia" implica que existe tal lugar como París, existe tal lugar como Francia, que existen las capitales, así como que Francia tiene un gobierno, que el gobierno de Francia tiene el poder de definir su capital, y que el gobierno francés ha elegido París como capital, que existe algo como un "lugar" o un "gobierno", etc. La exactitud verificable de todas estas afirmaciones, si son hechos en sí, puede coincidir para crear el hecho de que París es la capital de Francia.
Las dificultades surgen, sin embargo, al intentar identificar las partes constituyentes de los hechos negativos, modales, disyuntivos o morales.

### Distinción hecho-valor
Los filósofos morales desde David Hume han debatido si los valores son objetivos y, por tanto, fácticos. En Tratado de la naturaleza humana Hume señaló que no hay una manera obvia de derivar una serie de afirmaciones sobre lo que debería ser el caso de una serie de afirmaciones sobre lo que es el caso.  Esto se llama la distinción es-que.  Entre los que insisten en que hay un abismo lógico entre hechos y valores, de modo que es falaz intentar derivar valores (por ejemplo, "es bueno dar comida a la gente hambrienta") a partir de hechos (por ejemplo, "la gente morirá si no puede comer"), se encuentra G. E. Moore, que llamó a este intento falacia naturalista.

### Distinción factual-contrafactual
La factualidad-lo que ha ocurrido- también puede contrastarse con la contrafactualidad: lo que podría haber ocurrido, pero no ocurrió. Un condicional contrafáctico o condicional subjuntivo es un enunciado condicional (o "si-entonces") que indica lo que ocurriría si los hechos hubieran sido distintos de lo que fueron. Por ejemplo: "Si Alejandro hubiera vivido, su imperio habría sido mayor que Roma". Esto contrasta con un condicional indicativo, que indica lo que es (de hecho) el caso si su antecedente es (de hecho) cierto-por ejemplo, "Si bebes esto, te curará". Tales oraciones son importantes para la lógica modal, especialmente desde el desarrollo de la semántica del mundo posible.[cita requerida]